# سليمان كوليبالي
سليمان كوليبالي (بالفرنسية: Souleymane Coulibaly)‏ (مواليد 26 ديسمبر 1994) هو لاعب كرة قدم عاجي مركزه هو المهاجم الصريح.

## السيرة الذاتية
هاجر كوليبالي وهو عمره 13 سنة إلى إيطاليا لتجنب الصراع في كوت ديفوار. انضم إلى والده الذي تزوج امرأة إيطالية.

## مسيرته الكروية

### سيينا
بعد وقت قصير من وصوله إلى إيطاليا وقع اللاعب لنادي سيينا. في موسم 2010–11 لعب 10 مباريات للفئة تحت 19 بالنادي، وسجل هدفاً.

### توتنهام هوتسبر
يوم 18 يوليو 2011 أعلن نادي توتنهام هوتسبر تعاقده مع عقب أدائه المبهر في كأس العالم تحت 17 سنة الأخيرة التي أقيمت في المكسيك.
سجل كوليبالي مرتين في فوز فريقه 7–1 على إنترناسيونالي في المباراة الثانية لهم بالمجموعة ضمن مسابقة الجيل التالي يوم 31 أغسطس 2011. افتتح اللاعب أيضاً في مباراة فريقه الثالثة خارج أرضهم أمام بي إس في حيث فازوا 2–1. يوم 22 ديسمبر 2011، سجل كوليبالي هدف في الوقت القاتل من عمر المباراة أمام ستيفنيج في كأس الاتحاد الإنجليزي للشباب.

### النادي الأهلي
أعلن النادي الأهلي المصري يوم 24 يناير 2017 تعاقده مع كوليبالي بعقد يمتد لثلاث سنوات ونصف قادمًا من نادي كيلمارنوك الإسكتلندي. وكلفت صفقة انتقاله النادي الأهلي مليون دولار. ولعب كوليبالي أول مباراة رسمية له مع النادي الأهلي في 1 مارس 2017 حين حل بديلا في اللحظات الأخيرة من انتصار الأهلي على نادي الداخلية بنتيجة 2–1 ببطولة كأس مصر. ثم أتت مشاركته الأولى في مسابقة الدوري يوم 1 أبريل 2017، حين واجه فريق نادي الداخلية أيضًا، حيث دفع المدير الفني حسام البدري به في الدقيقة 55 مكان عمرو السولية، ونجح كوليبالي في افتتاح رصيده من الأهداف بتسجيله هدفين ليفوز الأهلي بنتيجة 4–0.

## مسيرته الدولية
بدأ سليماني كوليبالي مسيرته الدولية من بوابة منتخب ساحل العاج تحت 17 سنة لكرة القدم في بطولة كأس العالم للناشئين 2011 حين سجل تسعة أهداف في أربعة مباريات: هدف أمام أستراليا، 4 أهداف أمام الدنمارك، وهاتريك في مرمى البرازيل. سجل كوليبالي أيضاً هدف في مباراة أنهت مشوار منتخب بلاده في البطولة أمام فرنسا وكانت 2–3 لصالحهم في دور الستة عشر. تصدر اللاعب قائمة الهدافين في المسابقة. سجل اللاعب تسعة من الأهداف العشر التي سجلتها ساحل العاج وكان ذلك يعني أنه سجل كل 40 دقيقة من عمر المباراة. كمت وأنه عادل الرقم القياسي لأكبر عدد من الأهداف يسجلها أي لاعب في بطولة واحدة بكأس العالم للناشئين وهو الرقم المسجل باسم الفرنسي فلورينت سيناما بونغول في مونديال الناشئين عام 2001.
نتيجة إلى هذا الأداء الرائع كانت تشاع أخبار عن انتقاله إلى مانشستر يونايتد أو ريال مدريد. حصل اللاعب على تسمية «دروغبا الجديد» في إشارة لمواطنه اللاعب ديدييه دروغبا.

## روابط خارجية
- سليمان كوليبالي على موقع الاتحاد الدولي (مؤرشف)  (الإنجليزية)
- سليمان كوليبالي على موقع قاعدة بيانات كرة القدم.إي يو (الإنجليزية)
- سليمان كوليبالي على موقع ليكيب (الفرنسية)
- سليمان كوليبالي على موقع Soccerbase.com (لاعب) (الإنجليزية)
- سليمان كوليبالي على موقع Soccerway.com (الإنجليزية)
- سليمان كوليبالي على موقع عالم كرة القدم.نت (الإنجليزية)